# Vervoersbewijzen voor het openbaar vervoer in de regio Île-de-France
Het openbaar vervoer in de regio Île-de-France kent een tariefsysteem dat is gebaseerd op concentrische zones rond Parijs. Voor het reizen in deze zones bestaat een aantal verschillende vervoersbewijzen, die veelal gemaakt zijn van kartonnen- of passe Navigo-kaarten. De vervoersbewijzen in de regio worden uitgegeven door de verschillende vervoersmaatschappijen in opdracht van het Syndicat des transports d'Île-de-France (STIF), de vervoersautoriteit in de regio Île-de-France.

## Zones

Kaart die de verschillende zones toont. Klik op de kaart voor een vergroting.

### Het zone-systeem
Er zijn vanuit een geografisch oogpunt tariefzones, om de tarieven van de vervoersbewijzen te bepalen. Deze zones zijn geconcentreerd op Parijs: zone 1, de meest centrale zone, omvat de stad Parijs, zone 2 omvat een strook direct gelegen rond Parijs, en ga zo maar door. Zone 8 was een tijd lang de meeste externe zone en omvatte uitsluitend het zuidoosten van de regio Île-de-France. In 2007 is het aantal zones teruggebracht tot 6, nadat de zones 7 en 8 samengevoegd zijn met zone 6. Sinds 1 juli 2011 is zone 6 samengevoegd met zone 5. Bij de zone-samenvoegingen zijn de tarieven van de binnenste zone gaan gelden in de buitenste zones, waardoor het reizen voor mensen in de buitenste zones aanzienlijk goedkoper is geworden sinds 2007.

### Plannen voor het schrappen van het zone-systeem
Als gevolg van de onderhandelingen tussen socialistische en ecologische partijen na de regionale verkiezingen in 2010, zijn er plannen om het zone-systeem in de regio te schrappen en te vervangen door 1 tarief voor alle zones. Het bij de onderhandelingen voorgestelde tarief van 65 euro per abonnement per maand, zou de vervoersautoriteit STIF per jaar echter 550 miljoen euro in inkomsten schelen, een bedrag dat niet bezuinigd kan worden in combinatie met de aanlegkosten van de in aanleg zijnde vervoersprojecten in de regio. Het STIF stelde daarom voor om de kosten van een zone-vrij abonnement 79 tot 89 euro per maand te laten kosten, om de inkomsten gelijk te houden. Volgens een onderzoek door het onderzoeksbureau Mentras zouden dan de kosten voor de 1,25 miljoen abonnees in Parijs en de innerlijke voorsteden, evenals de 162.000 abonnees van abonnementen voor twee zones, flink stijgen.
De eerste stappen voor zone-vrije abonnementen zijn al genomen. Vanaf 1 september 2012 zijn speciale zone-vrije abonnementen verkrijgbaar voor de weekenden en feestdagen. Verwacht wordt dat in 2013 de mogelijkheid komt dat reizigers ook in de weekdagen zone-vrij kunnen reizen.

### Uitzonderingen
Elk abonnement (met een duur van een dag, een week, een maand of een jaar) heeft een aantal geldigheidsgebieden. Zo kan een gebruiker met een abonnement voor de zones 2 tot en met 4 zich vrij verplaatsen binnen deze gebieden. Echter, als deze gebruiker naar zone 1 of 5 wil reizen zal deze een aanvullend vervoersbewijs moeten kopen.
Er zijn twee uitzonderingen op deze regel:
- Alle stations van de Parijse Metro worden beschouwd als zone 1 of 2, alhoewel sommige van deze zones geografisch gezien in zone 3 liggen;
- De Orlyval, tussen het RER-station Antony en de luchthaven Orly kent een afwijkend tariefsysteem, en geen van de normale vervoersbewijzen zijn daar dus geldig.

## Soorten vervoersbewijzen
Het Syndicat des transports d'Île-de-France (STIF) heeft een tiental soorten vervoersbewijzen gemaakt. De losse vervoersbewijzen zijn voornamelijk bedoeld voor de occasionele gebruikers van het openbaar vervoer. De abonnementen en kortingskaarten zijn bedoeld voor regelmatige gebruikers van het openbaar vervoer of voor mensen die een gelimiteerde tijd in de regio Île-de-France verblijven en die een geldig vervoersbewijs nodig hebben tijdens de tijd van hun verblijf.

### Losse kaartjes
De losse vervoersbewijzen zijn voornamelijk bedoeld voor de occasionele gebruikers. De losse kaartjes worden per stuk verkocht en in sets die per stuk goedkoper zijn dan hetzelfde aantal per stuk verkochte losse kaartjes. Er zijn twee soorten, afhankelijk van het gebruikte vervoermiddel:

#### Ticket t+

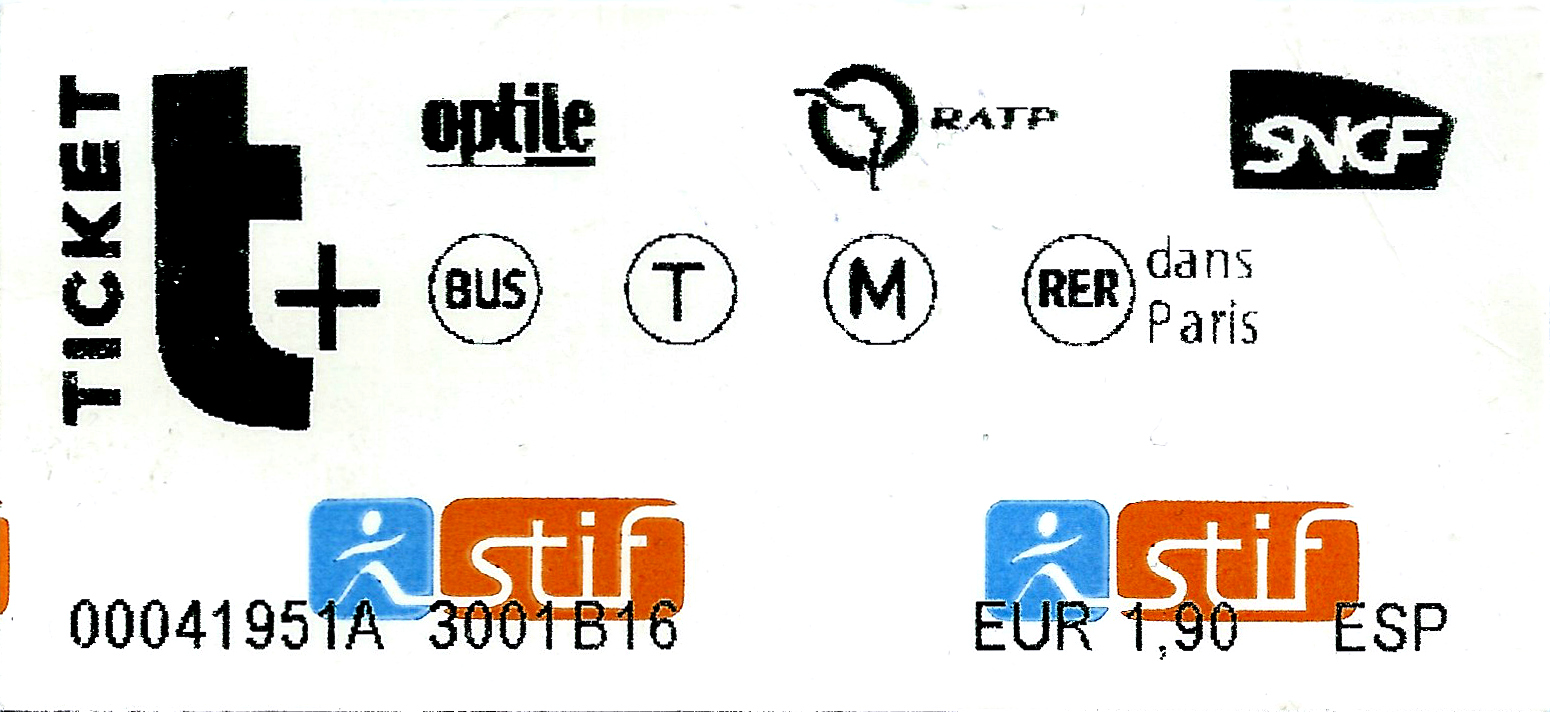
Een Ticket t+

Het Ticket t+ is het eenvoudigste vervoersbewijs van Île-de-France. Het is geldig bij de RER binnen Parijs (zones 1 en 2), in de metro, in trams, in bussen van de RATP of van OPTILE. Het wordt in losse vorm en in sets van 10 stuks verkocht en biedt de mogelijkheid om binnen 90 minuten onbeperkt van bus of tram over te stappen. Het is niet mogelijk over te stappen van metro of RER naar een bus of tram en vice versa, of van een metrolijn naar de Funiculaire de Montmartre en vice versa. Er zijn geen zonebeperkingen, behalve voor de RER.
De oudere losse metrokaarten waren beperkt tot de stad. Bij stations buiten de stad (vanaf zone 3) moest bijbetaald worden. Deze toeslag is afgeschaft maar dat betekent wel dat een rit vanaf de stad naar bijvoorbeeld La Défense in zone 3 duurder is met de RER dan met de metro waarbij het stadstarief geldt.

#### Billet Île-de-France
Het billet Île-de-France of billet RER kan op elk treinstation in Île-de-France worden gekocht, en biedt de mogelijkheid om te reizen naar elk RER- of Transilien-station te reizen, mits dit station zich in Île-de-France bevindt. Vanwege de subsidie van de regio Île-de-France zijn deze kaarten strikt beperkt tot de regio. Er zijn echter Transilien- en RER-lijnen die verder gaan dan de regiogrens. Voor het traject buiten de regio moet dan een aanvullend vervoersbewijs worden aangeschaft. Het wordt in losse vorm en in sets van 10 stuks verkocht; een set van 10 stuks biedt een korting van 20% ten opzichte van de aanschaf van 10 losse kaarten.

### Abonnementen en kortingskaarten

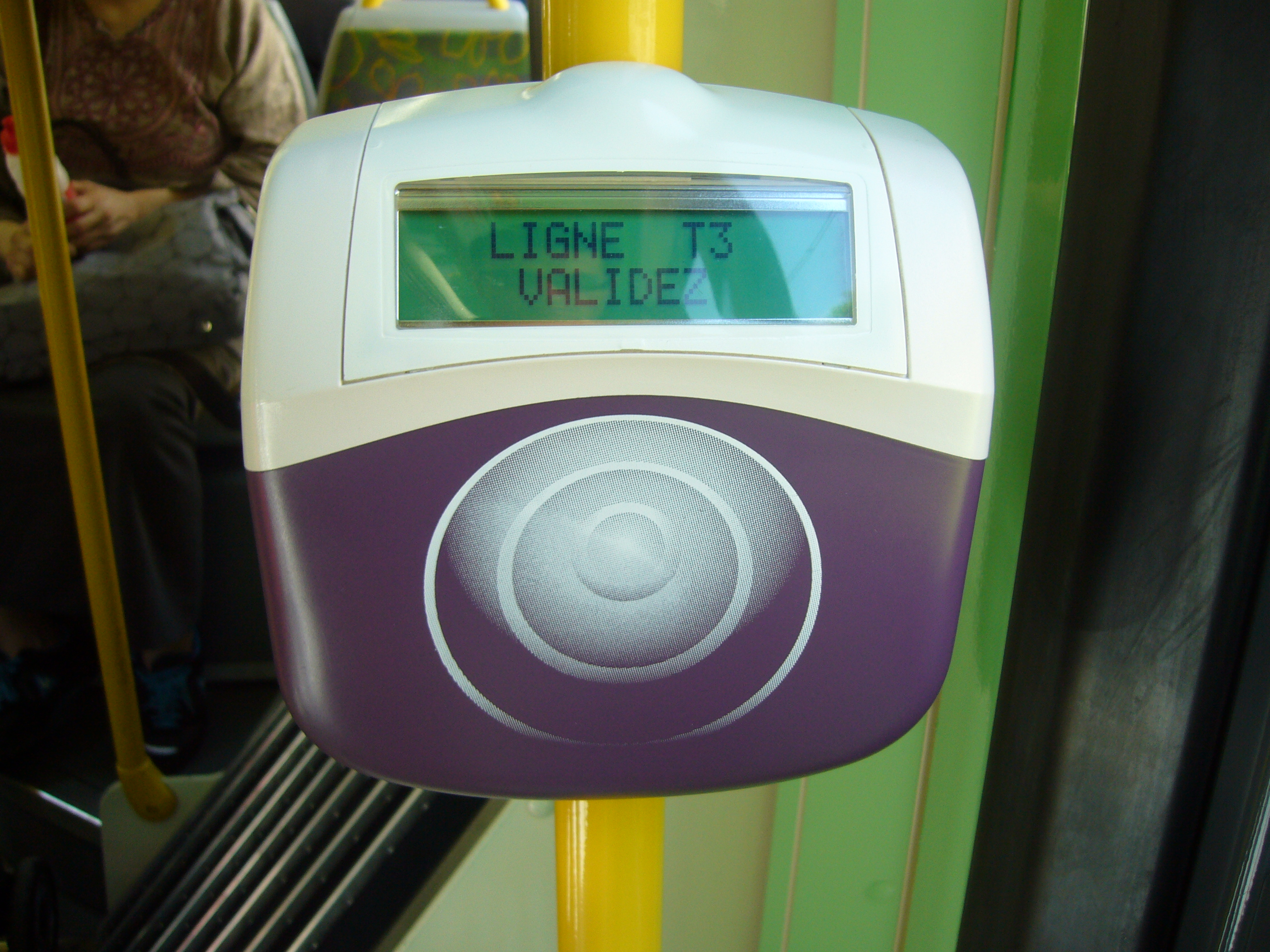
Kaartlezer voor Passe Navigo-kaarten, een contactloze chipkaart voorzien van een RFID-chip waar abonnementen op gezet kunnen worden.

#### Carte Orange
De Carte Orange is het meest gebruikte abonnement in Île-de-France. Er bestaan twee vormen: een kaart met een geldigheid van een week en een met een geldigheid van een maand. De Carte Orange met een geldigheid van een week is geldig van maandag tot en met zondag. Het is te koop vanaf de vrijdag de week ervoor. De Carte Orange met een geldigheid van een maand is geldig van de eerste tot de laatste dag van de maand. Het is te koop vanaf de 20 dag van de vorige maand. De abonnement maakt gebruik van het zone-systeem, en geeft toegang tot een onbeperkt aantal ritten op het openbaar vervoer in de betreffende zones. Het is verkrijgbaar op twee soorten kaarten: de passe Navigo en de passe Navigo découverte.

#### Carte Intégrale
De Carte Intégrale is een langetermijnabonnement, met een minimale duur van 12 opeenvolgende maanden, welke daarna per maand verlengd kan worden. Voor reizigers die het hele jaar door van het openbaar vervoer gebruikmaken, geeft de kaart een prijsreductie van ongeveer twee maanden gratis vervoer ten opzichte van de Carte Orange. Het abonnement is alleen verkrijgbaar bij balies van de RATP en de SNCF, en wordt betaald per automatische incasso. Het abonnement kan worden gewijzigd of geannuleerd voor een periode variërend van een maand tot een jaar bij balies van de RATP en de SNCF. De Carte Intégrale is alleen verkrijgbaar op een passe Navigo.

#### Carte Imagine'R
De Carte Imagine'R is bedoeld voor jongeren in Île-de-France van tussen de 12 en 25 jaar. Het abonnement heeft een geldigheid van een jaar. Doordeweeks kan de gebruiker zich vrij bewegen in de bepaalde zones. In het weekend, op feestdagen en tijdens schoolvakanties (alle kleine vakanties en van 1 juli tot 31 augustus) is het abonnement "gedezoneerd", en kunnen de abonnementhouders onbeperkt door de gehele regio reizen. Door middel van partnerschappen tussen de regio en grote retailers biedt de kaart ook diverse kortingen bij verschillende winkels en restaurants.

#### Mobilis

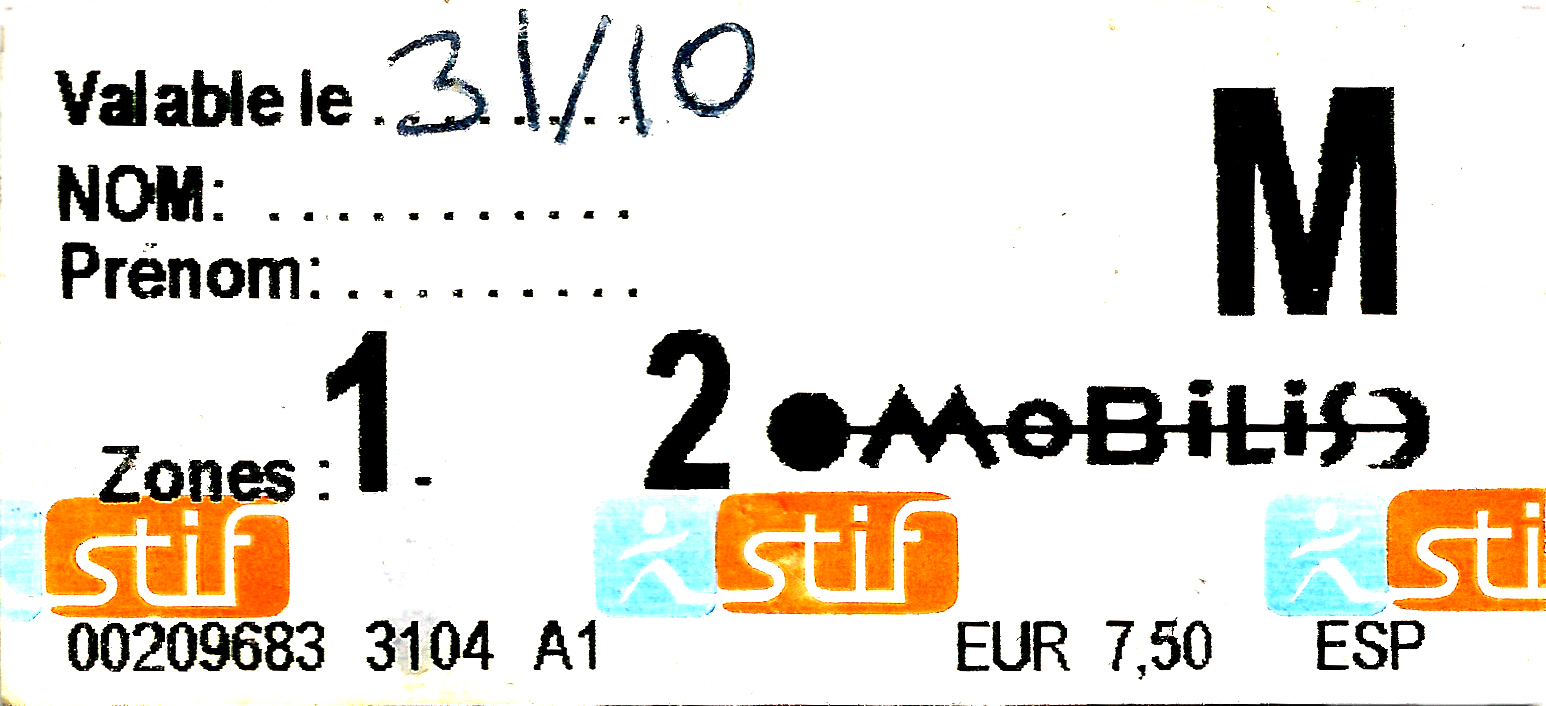
Mobilis Paris, 1 Zone

De Mobilis is een dagkaart die de houder ervan de mogelijkheid geeft om zich onbeperkt door de bij aanschaf opgevraagde zones voort te bewegen. De kaart is alleen verkrijgbaar in combinatie met de centrumzone, en is dus geldig in de zones van 1 tot 2, 1 tot 3, 1 tot 4 en 1 tot 5. De kaart staat het niet toe om te reizen naar de Parijse vliegvelden Orly en Roissy.

#### Ticket Jeunes
De Ticket Jeunes is een dagkaart voor jongeren onder 26 jaar, dat te gebruiken is op een zaterdag, een zondag of een feestdag, in geselecteerde zones. De verkrijgbare zones zijn: 1-3, 1-5, maar 3-5.
Binnen deze zones kan met al het openbaar vervoer gereisd worden, behalve bij Orlyval, Orlybus, de RER naar Roissy, de CDGVAL, de Air France-shuttles tussen Parijs en de Parijse vliegvelden, bij rondleidingen en bij Voguéo. Dagkaarten met geldigheid in zone 1 kunnen worden gebruikt in de metro. Het is ongeveer twee keer goedkoper dan een Mobilis-dagkaart voor dezelfde zones.

#### Paris Visite

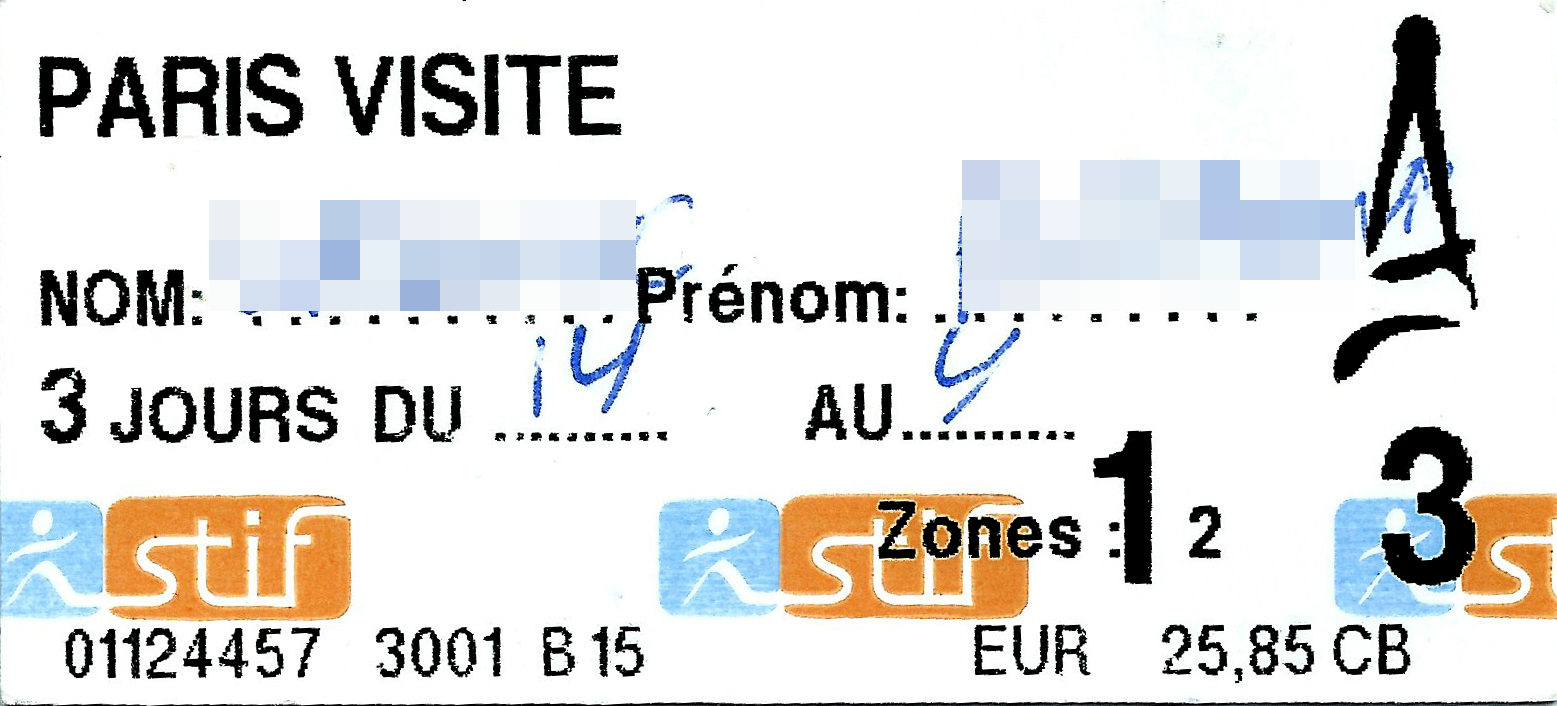
3 dagen ticket Paris Visite

De Paris Visite is een abonnement, gericht op toeristen, die geldig is op 1 dag, 2 dagen, 3 dagen of 5 opeenvolgende dagen. Het is duurder dan een mobilis-dagkaart. Vroeger was de kaart geldig in de voormalige eerste klas in de metro en de RER- en voorstadstreinen.
Met het abonnement kan met al het openbaar vervoer gereisd worden, en dus ook bij de Orlybus, de CDGVAL, de Air France-shuttles tussen Parijs en de Parijse vliegvelden, bij rondleidingen en bij Voguéo.
De kaart bestaat uit een stuk karton, en mag alleen gebruikt worden door de gene waarvan de naam op de kaart geschreven staat. Het is verplicht om de naam van de reiziger op de kaart te zetten.
Het abonnement biedt de gebruiker ervan kortingen bij verschillende Parijse musea en andere attracties.